# 大阪市立矢田西小学校
大阪市立矢田西小学校（おおさかしりつ やたにし しょうがっこう）は、大阪府大阪市東住吉区にある公立小学校。

## 沿革
- 1970年4月 - 大阪市立矢田小学校西分校として、現在地に開設。
- 1972年4月1日 - 大阪市立矢田西小学校として独立開校。
- 1973年12月 - 体育館落成
- 1998年12月 - パソコン教室完成

## 通学区域
- 大阪市東住吉区 公園南矢田。

卒業生は基本的に大阪市立矢田西中学校に進学する。

## 交通
- 近鉄南大阪線 矢田駅 西へ約800m。